# Alfa Romeo Tipo 33
Tipo 33 ist die Bezeichnung für eine Serie von Prototyp-Sportwagen des italienischen Automobilherstellers Alfa Romeo, die in dessen Motorsportabteilung Autodelta in der Zeit von 1967 bis 1977 für Rennzwecke entstanden. Im Lauf dieser Jahre wurden unterschiedlichste Varianten des Tipo 33 hergestellt. Das Mittelmotor-Konzept war allen Tipo 33 gemeinsam, die Motoren, die Karosserien und auch die Radstände konnten jedoch variieren. Die Bezeichnung „33“ nahm Alfa Romeo 1983 für die in Großserie produzierte Kompaktlimousine Alfa Romeo 33 wieder auf, die den Alfasud ablöste. 2023 präsentierte Alfa Romeo außerdem den limitierten Sportwagen Alfa Romeo 33 Stradale.

## Tipo 33/2

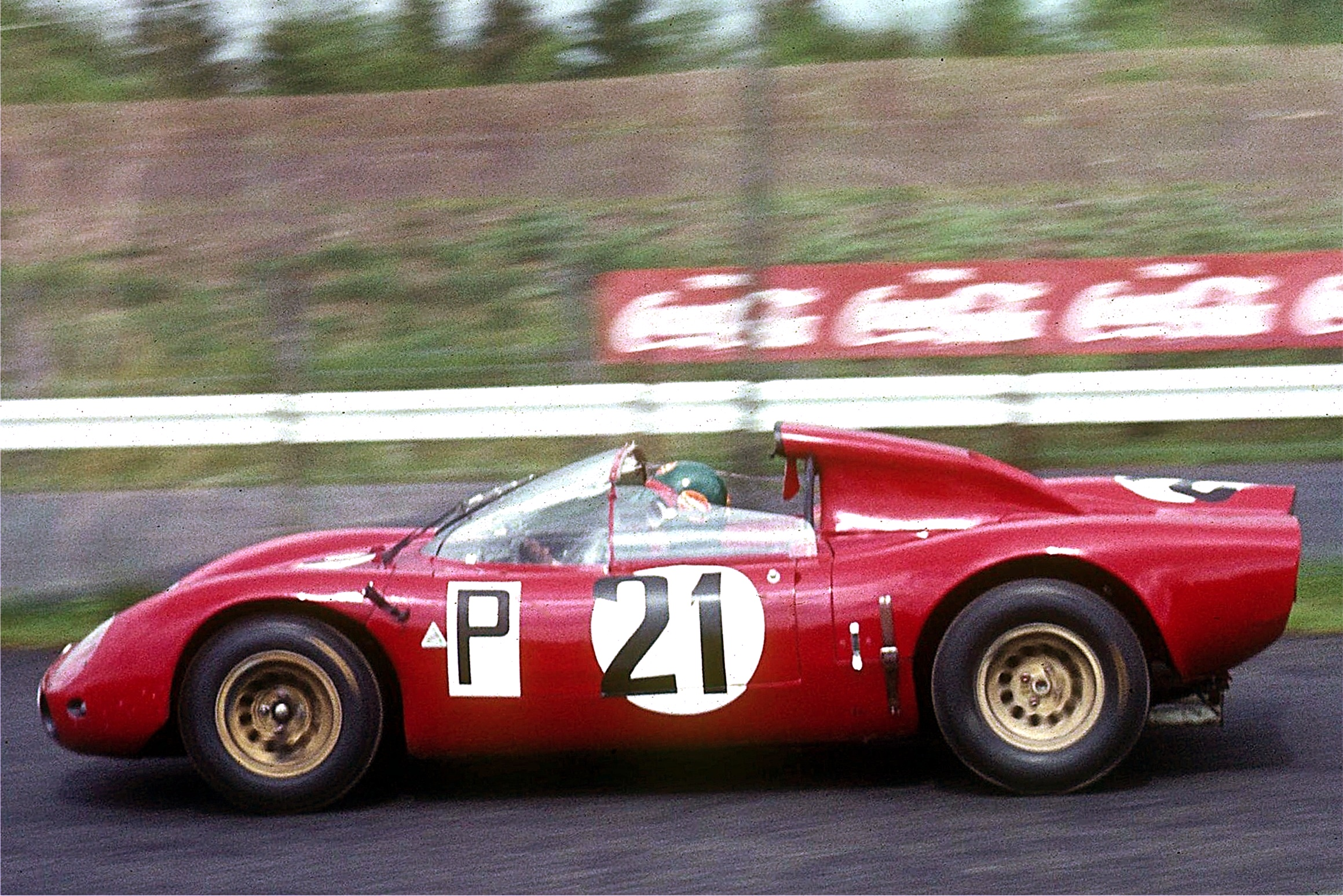
Alfa Romeo Tipo 33/2 beim Training zum 1000-km-Rennen auf dem Nürburgring 1967

Am Anfang stand 1967 der Tipo 33/2 mit 2,0- sowie auch 2,5-Liter-V8-Maschine, 16 Zündkerzen, vier oben liegenden Nockenwellen und einer maximalen Drehzahl von rund 10.000/min. Das Chassis bestand zunächst aus einer H-förmigen Zentralstruktur, die aus Aluminium-Halbschalen genietet wurde, und daran ebenfalls genieteten Elektron-Guss-Strukturen vorne und hinten. Die vordere Struktur, die den Fußraum der Insassen bildet und die vordere Radaufhängung aufnimmt, war ein äußerst komplexes, käfigartiges Bauteil. Neben dem Motor bildeten zwei Kegel-ähnliche Gussteile die Verbindung zu einer hinteren Schottwand, die die Kupplungsglocke abstützte – eine im Rennsport übliche Bauweise. Gusstechnisch sind diese drei Bauteile vor allem in der damaligen Zeit eine bemerkenswerte technische Leistung. Spätere 33-Varianten hatten einen Gitterrohrrahmen, woraus sich die Bezeichnung „TT“ für „Telaio (Fahrgestell) Tubolare (rohrförmig)“ ableitet. In der 2,0-Liter-Ausführung leistete der Wagen 270 PS, wog 580 kg und erreichte eine Spitze von 298 km/h. Im selben Jahr gewann der Wagen das Fléron-Bergrennen in Belgien. Unter anderem belegte der Tipo 33/2 im Jahr darauf die ersten drei Plätze in seiner Kategorie bei dem 24-Stunden-Rennen von Le Mans. Es wurden insgesamt 30 Exemplare hergestellt.
Der 33/2 wurde bis in die 1970er-Jahre hinein weltweit bei zahlreichen Sportwagenrennen eingesetzt. 1973 etwa brachte der portugiesische Rennfahrer Fernando Coelho einen 33/2 in Angola zum 3-Stunden-Rennen von Luanda an den Start.

## Tipo 33 Stradale

### Das Werksmodell

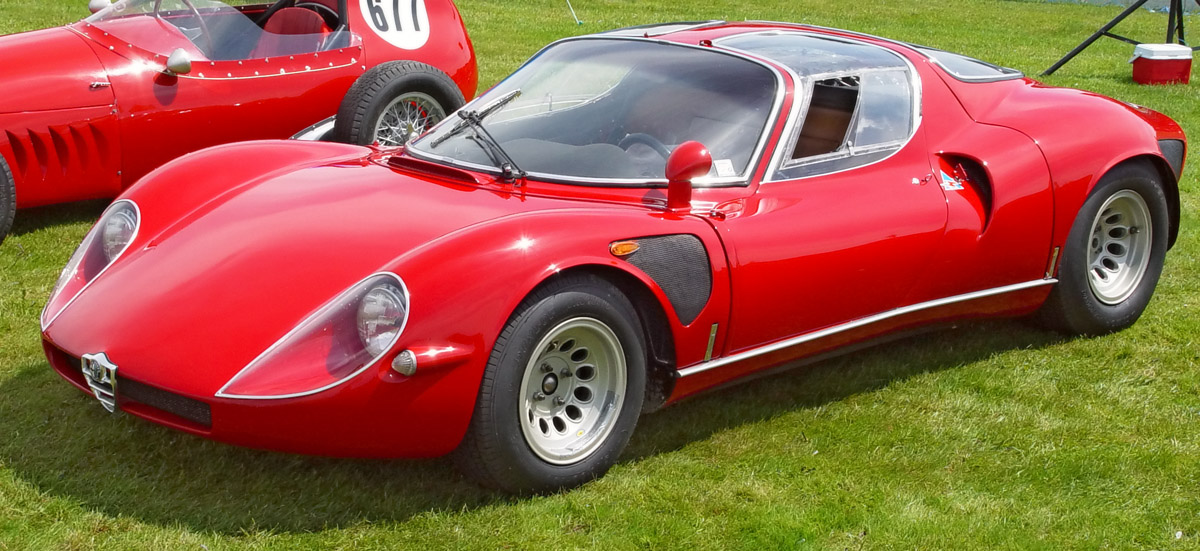
Tipo 33 Stradale

Um Rennsporttechnik auch der Öffentlichkeit zugänglich zu machen, wurde ebenfalls 1967 auf dem Turiner Autosalon der für den Straßenverkehr taugliche Tipo 33 Stradale auf den Markt gebracht. Franco Scaglione entwarf das 230 PS starke Fahrzeug, gebaut wurde es bei Marazzi. Ein besonderes Designelement sind die ansonsten seltenen Schmetterlingstüren. 
Der Wagen war sehr leistungsstark. Bei einem Gesamtgewicht von 700 kg beschleunigte der Stradale in 5,5 s auf 100 km/h. Die Werbung sagte über das Auto: „Ein nur oberflächlich domestizierter Rennwagen mit Straßenzulassung“. Der Verkaufspreis war extrem hoch, auch aus diesem Grund wurden bis 1969 nur wenige verkauft. 
Der Produktionsumfang ist unklar. Zumeist wird davon ausgegangen, dass insgesamt 18 Chassis für das Stradale-Projekt bereitgestellt wurden. Allerdings erhielten maximal 12 von ihnen die Scaglione-Karosserie. Acht Scaglione-Coupés sind heute bekannt. Ob vier weitere Fahrzeuge von Marazzi eingekleidet wurden, ist zweifelhaft.

### Sonderkarosserien
Fünf weitere T 33/2-Chassis wurden mit straßentauglichen Individualkarosserien eingekleidet, die jeweils Unikate blieben. Ein Chassis erhielt nacheinander zwei unterschiedliche Aufbauten.

#### Bertone Carabo

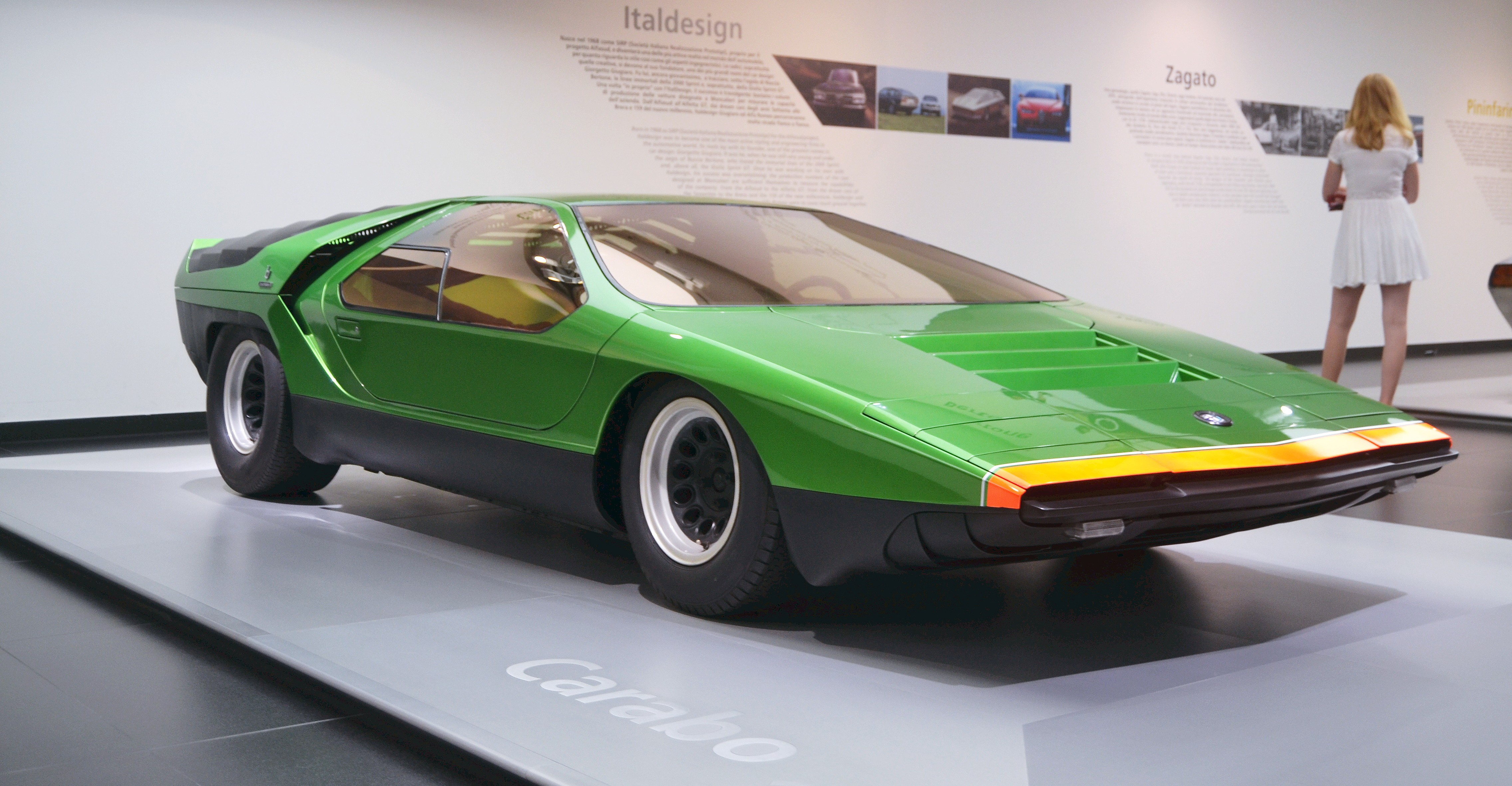
Bertone Carabo

Marcello Gandini entwarf 1968 für Bertone den Carabo, ein keilförmiges Coupé mit Flügeltüren, das auf dem Pariser Autosalon erstmals öffentlich gezeigt wurde. Der Wagen entstand auf dem Chassis Nr. 750.33.109. Der Name Carabo bezieht sich auf die Familie der Laufkäfer (lat. Carabidae), deren grün-orange Färbung der Carabo aufgriff. Der Carabo hatte eine ausgeprägte Keilform und gilt als eines der ersten Fahrzeuge mit Scherentüren. Die Form des Wagens nahm einige Merkmale des drei Jahre später vorgestellten Lamborghini Countach vorweg, dessen Karosserie ebenfalls von Gandini stammte. An der Front und am Heck fanden sich zahlreiche Lamellen aus schwarzem Kunststoff. Dieses Detail fand sich später beim Lamborghini Urraco wieder. Der Carabo war bei seiner Vorstellung fahrbereit. 

#### Bertone Navajo
1976 stellte Bertone auf dem Genfer Autosalon das Konzeptfahrzeug Navajo vor, das auf dem Chassis Nr. 750.33.117 basierte. Es war ein massiv wirkendes Coupé mit eckigen Konturen und großem Überrollbügel, dessen Karosserie fast vollständig aus glasfaserverstärktem Kunststoff bestand.

#### Pininfarina P 33 Sport Roadster
Pininfarina gestaltete zwischen 1969 und 1971 insgesamt drei Fahrzeuge auf zwei T 33/2-Chassis. Der erste Entwurf war der P 33 Sport Roadster von 1968. Er war ein offenes Fahrzeug mit niedriger Frontscheibe und auffallendem, in dunkler Farbe lackiertem Überrollbügel. Das Fahrzeug war auf dem Chassis Nr. 750.33.108 aufgebaut. Auf dem Turiner Autosalon im November 1968 wurde es öffentlich vorgestellt. Sein Verbleib ist unklar. Teilweise wird angenommen, dass die Karosserie des P 33 nach der öffentlichen Ausstellung entfernt wurde; das Chassis sei zwei Jahre später mit der Karosserie des Cuneo versehen worden.

#### Prototipo Speciale Pininfarina

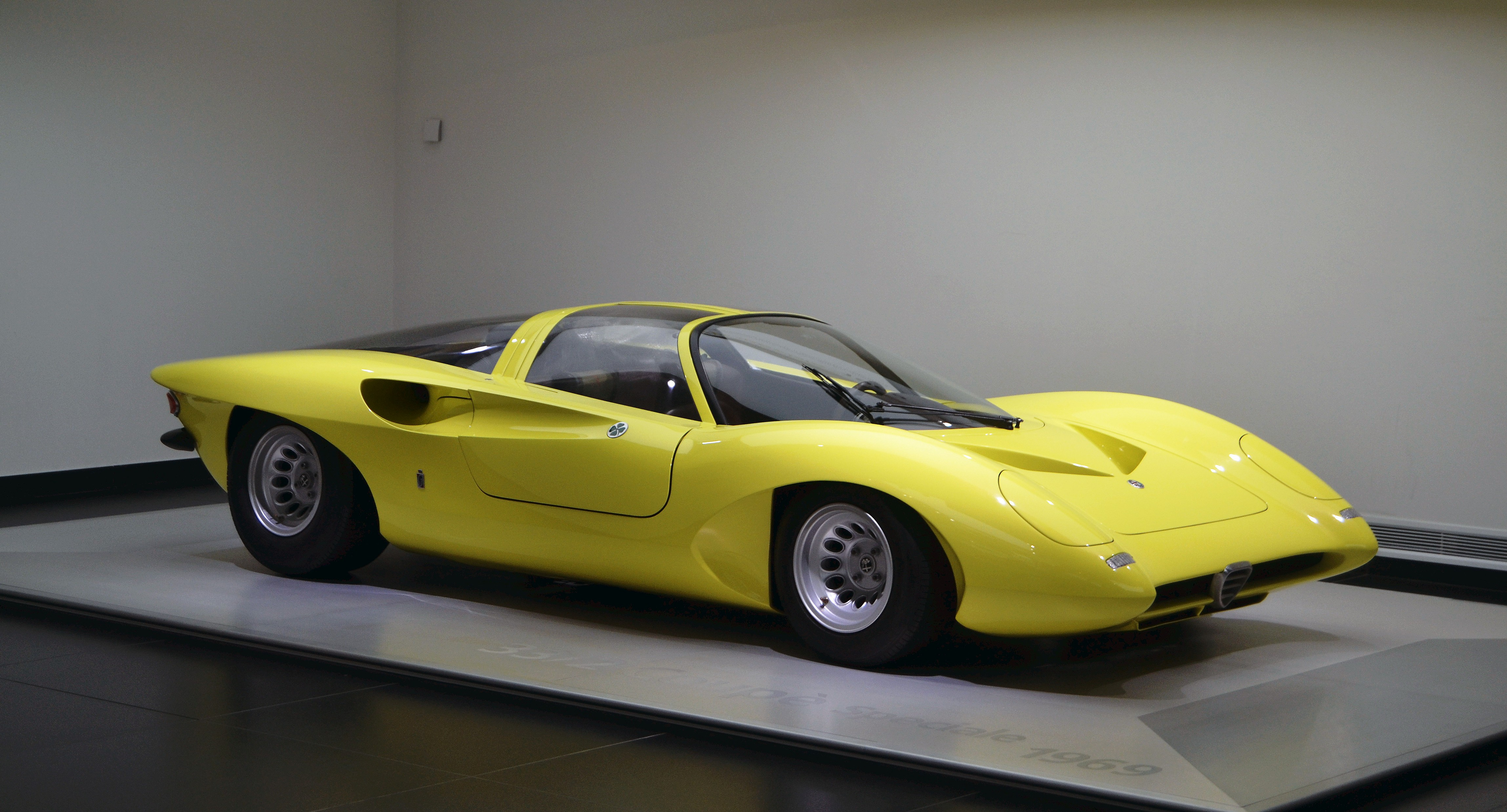
Alfa Romeo Pininfarina Prototipo Speciale

Der Prototipo Speciale Pininfarina, der auch als Alfa Romeo 33.2 bezeichnet wird, erschien 1969. Er war auf dem Fahrgestell Nr. 750.33.115 aufgebaut und auffällig gelb lackiert. Verantwortlicher Designer war Leonardo Fioravanti. Der 33.2 war ein rundliches Coupé mit Flügeltüren, Klappscheinwerfern und umfangreich verglastem Cockpit, das einige Designideen verschiedener Ferrari-Modelle aufgriff. Viele Details erinnerten vor allem an das Konzeptfahrzeug Ferrari 250 P5, das 1968 bereits in Genf gezeigt worden war. Beide Fahrzeuge gelten als „Schwestermodelle“; andere sehen den 33.2 als eine Weiterentwicklung des 250 P5 an. Unterschiedlich waren vor allem die Gestaltung der Heckpartie und die Klappscheinwerfer. Das Auto steht seit Jahren in Alfa Romeos Werksmuseum in Arese.

#### Pininfarina Cuneo
Der Pininfarina Cuneo war ein offener, keilförmig gestalteter Sportwagen, der auf dem Brüsseler Autosalon im Januar 1971 präsentiert wurde und wahrscheinlich ebenfalls auf dem Chassis Nr. 750.33.108 basierte.

#### Ital Design Iguana

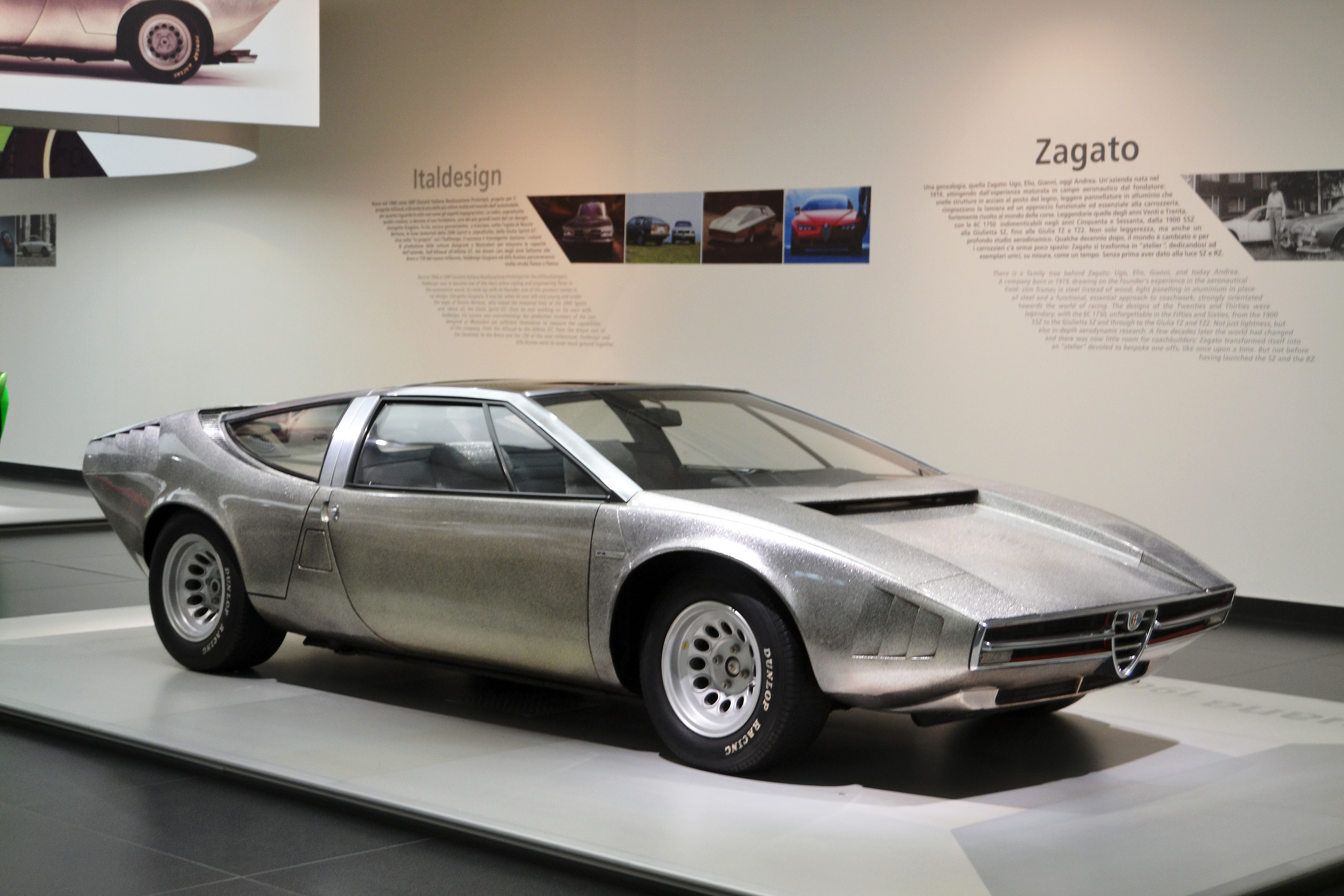
Iguana von Italdesign

Das von Giorgio Giugiaro gegründete Unternehmen Italdesign stellte auf dem Turiner Autosalon im November 1969 den Ital Design Iguana vor, ein geschlossenes zweisitziges Sportcoupé mit ungewöhnlich hohem Heck auf der Basis des Chassis Nr. 750.33.116. Der Entwurf zeigte einige neue Elemente, die Giugiaro einige Jahre später bei unterschiedlichen Entwürfen für Serienfahrzeuge wieder aufgriff. So war die Karosserie des Iguana aus gebürstetem, rostfreiem Stahl hergestellt worden; dieses Konzept realisierte Giugiaro später beim DeLorean DMC-12. Die Frontpartie des Iguana erinnerte an Giugiaros Entwürfe für die Maserati-Modelle Bora und Merak, und der Heckabschluss mit den hoch angesetzten Rückleuchten wurde beim Alfa Romeo Alfasud Sprint in Serie umgesetzt. Angeblich war eine Serienfertigung des Iguana geplant; sie ließ sich allerdings nicht verwirklichen.

## Tipo 33/3

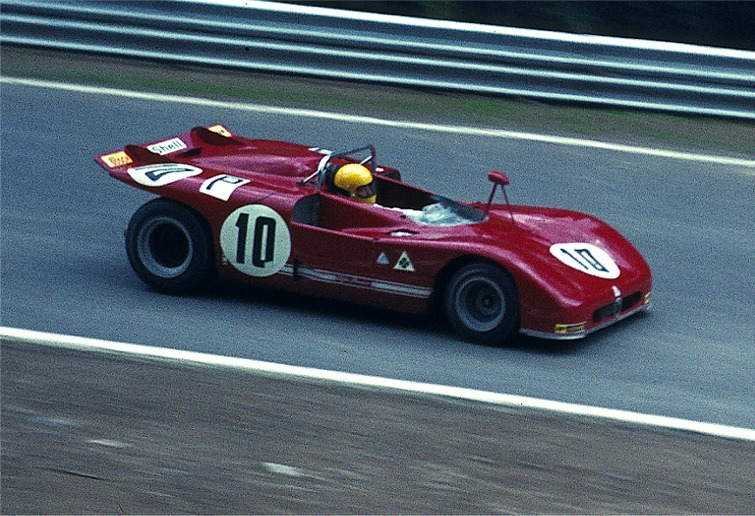
Alfa Romeo 33/3 auf dem Nürburgring 1971

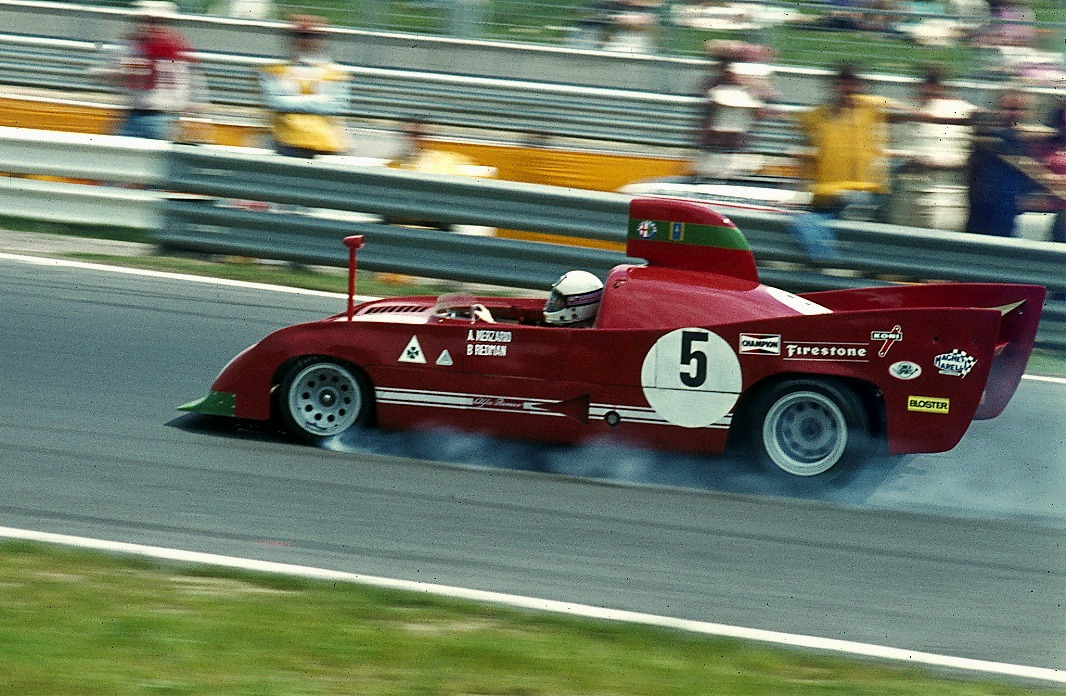
Tipo 33TT12 beim 1000-km-Rennen auf dem Nürburgring 1974

Im Frühjahr 1969 erschien als Ergänzung zum 33/2 der Tipo 33/3 mit 3,0-Liter-Maschine. Zahlreiche bekannte Rennfahrer wie Nanni Galli, Rolf Stommelen, Andrea de Adamich usw. steuerten in den folgenden Jahren die Tipo 33/2 bzw. 33/3 auf den Rennstrecken in Europa und Nordamerika. Trotz der damaligen Dominanz der Fünfliter-Sportwagen wie Porsche 917, die auf kurvenreichen Strecken werksseitig durch leichte Achtzylinder-Porsche 908/03 ersetzt wurden, konnten die Dreiliter-Alfa Romeo zahlreiche gute Platzierungen und auch Gesamtsiege erzielen. So wurden in der Sportwagen-Weltmeisterschaft 1971 sogar drei Gesamtsiege eingefahren: Targa Florio, Brands Hatch und Watkins Glen. 1972 wurde auch ein Tipo 33/4 mit 4,0-Liter-Maschine entwickelt, der in Australien zum Einsatz kam.

## Tipo 33/3TT
Ende 1970 erschien mit dem 33/3TT die nächste Entwicklungsstufe. Das Kürzel TT steht für „Telaio Tubolare“, da der Rahmen aus Aluminium-Rohrprofilen bestand. Der Fahrersitz wurde weiter nach vorn gerückt. Der 33/3 TT war aber nur ein Zwischenschritt zum Nachfolger mit 12-Zylinder-Motor.

## Tipo 33TT12

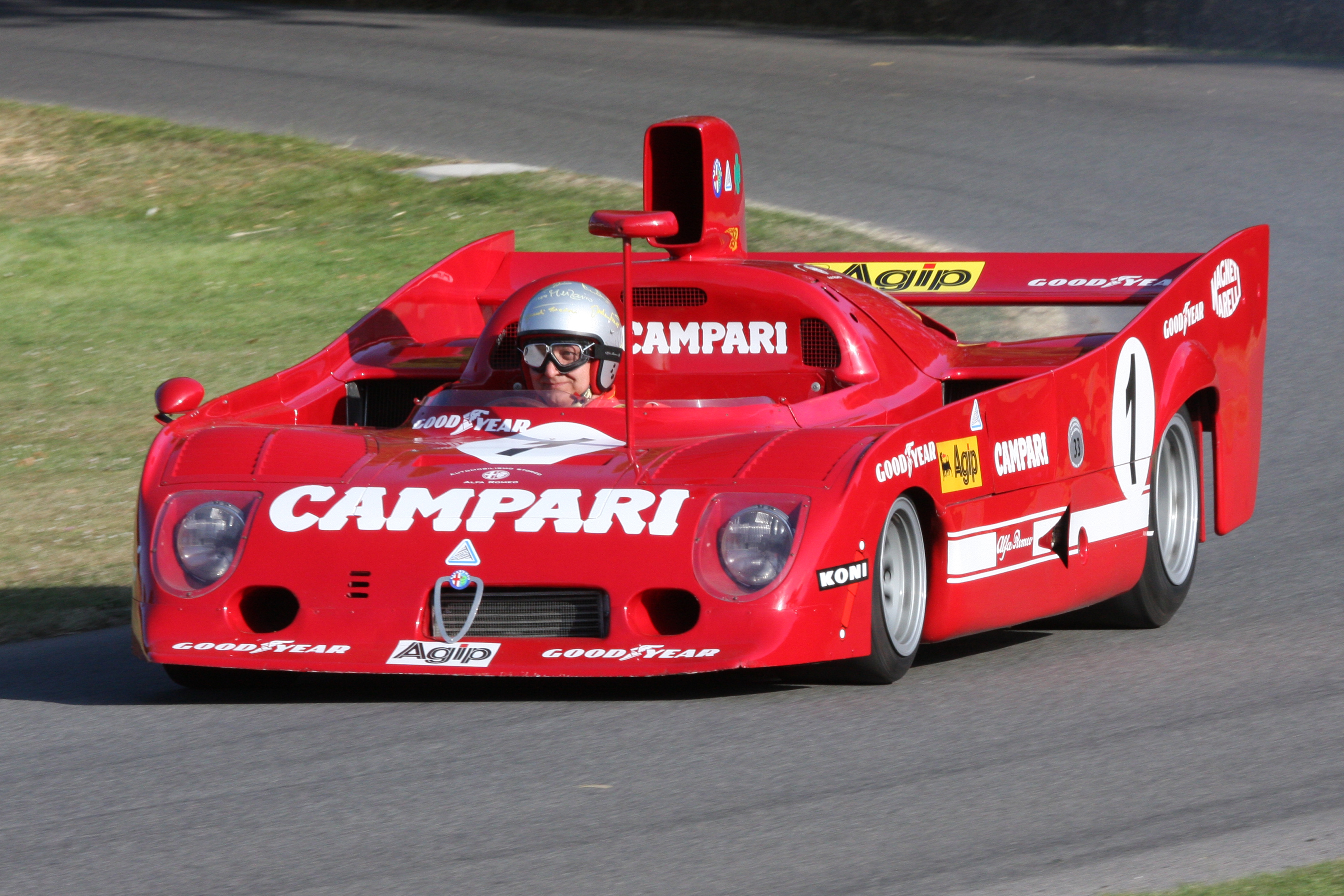
Tipo 33 TT12

1973 erschien der Tipo 33TT12 mit 12-Zylinder-Boxermotor und 3,0 Liter Hubraum. Der Motor leistete rund 370 kW (500 PS) bei 11.000/min. Mit diesem Fahrzeug gewann Alfa Romeo, repräsentiert durch das deutsche Willi Kauhsen Racing Team, 1975 die Sportwagen-Weltmeisterschaft mit sieben Siegen in acht Rennen. Die erfolgreichen Fahrer waren Arturo Merzario, Vittorio Brambilla, Jacques Laffite, Henri Pescarolo, Derek Bell und Jochen Mass.

## Tipo 33SC12

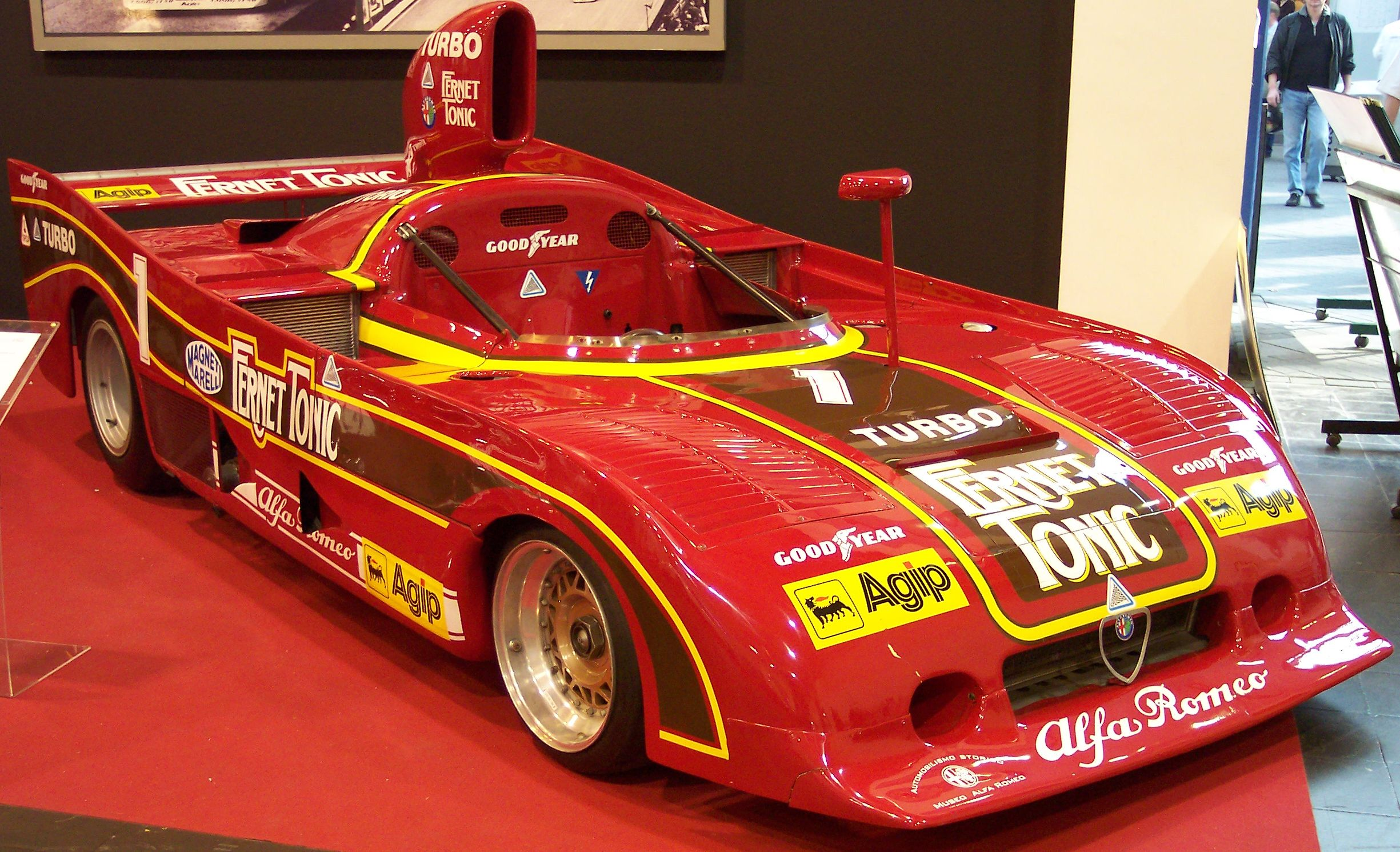
Alfa Romeo Tipo 33SC 12 (1977)

Als Nachfolger des 33TT12 erschien 1976 der 33SC12. Die Buchstaben SC stehen für „Scatolato“ (ital.: la scatola = der Kasten) zur Bezeichnung des kastenförmigen Chassis. Die Leistung des 3,0-Liter-12-Zylinder-Boxermotors wurde auf 520 PS gesteigert. Mit diesem Auto gewann Alfa Romeo 1977 erneut die Sportwagen-Weltmeisterschaft mit ersten Plätzen in allen acht Rennen. Auf dem Salzburgring erreichte der Wagen eine Durchschnittsgeschwindigkeit von 203,82 km/h. Es wurde auch versuchsweise ein 33SC12 mit zwei Turboladern mit 640 PS gebaut, der nur einmal in Salzburg eingesetzt wurde und unter Arturo Merzario den zweiten Platz belegte. Danach verabschiedete sich Alfa Romeo vom Sportwagenrennsport. Der Zwölfzylindermotor lebte jedoch im Brabham BT46 von Bernie Ecclestones Rennstall Brabham und im Alfa Romeo 177 des Alfa-Romeo-Werksteams bis 1979 weiter.